# Europamästerskapen i simsport 2021
Europamästerskapen i simsport 2021 var de 35:e europamästerskapen i simsport och avgjordes i Budapest, Ungern. Tävlingen var tänkta att genomföras mellan den 11 och 24 maj 2020 men fick flyttas fram på grund av coronaviruspandemin. Tävlingen hölls istället mellan den 10 och 23 maj 2021.

## Schema
- Simning: 17–23 maj
- Simhopp: 10–16 maj
- Öppet vatten-simning: 12–16 maj
- Konstsim: 10–15 maj

## Medaljtabell
*   Värdland ( Ungern)
| Nr                   | Nation               | Guld | Silver | Brons | Totalt |
| -------------------- | -------------------- | ---- | ------ | ----- | ------ |
| 1                    | Ryssland             | 20   | 9      | 13    | 42     |
| 2                    | Storbritannien       | 12   | 13     | 7     | 32     |
| 3                    | Italien              | 10   | 14     | 20    | 44     |
| 4                    | Ukraina              | 7    | 5      | 2     | 14     |
| 5                    | Nederländerna        | 6    | 5      | 1     | 12     |
| 6                    | Ungern*              | 5    | 4      | 6     | 15     |
| 7                    | Tyskland             | 5    | 2      | 4     | 11     |
| 8                    | Frankrike            | 2    | 5      | 3     | 10     |
| 9                    | Spanien              | 1    | 4      | 2     | 7      |
| 10                   | Grekland             | 1    | 2      | 3     | 6      |
| 11                   | Finland              | 1    | 1      | 0     | 2      |
| 11                   | Rumänien             | 1    | 1      | 0     | 2      |
| 13                   | Sverige              | 1    | 0      | 3     | 4      |
| 14                   | Israel               | 1    | 0      | 1     | 2      |
| 15                   | Tjeckien             | 1    | 0      | 0     | 1      |
| 16                   | Schweiz              | 0    | 3      | 1     | 4      |
| 17                   | Belarus              | 0    | 2      | 2     | 4      |
| 18                   | Österrike            | 0    | 1      | 2     | 3      |
| 19                   | Danmark              | 0    | 1      | 1     | 2      |
| 20                   | Bulgarien            | 0    | 1      | 0     | 1      |
| 20                   | Polen                | 0    | 1      | 0     | 1      |
| 22                   | Litauen              | 0    | 0      | 1     | 1      |
| Totalt (22 nationer) | Totalt (22 nationer) | 74   | 74     | 72    | 220    |

## Simning

### Medaljtabell
*   Värdland ( Ungern)
| Nr                   | Nation               | Guld | Silver | Brons | Totalt |
| -------------------- | -------------------- | ---- | ------ | ----- | ------ |
| 1                    | Storbritannien       | 11   | 9      | 6     | 26     |
| 2                    | Ryssland             | 9    | 5      | 8     | 22     |
| 3                    | Italien              | 5    | 9      | 13    | 27     |
| 4                    | Ungern*              | 5    | 3      | 4     | 12     |
| 5                    | Nederländerna        | 4    | 5      | 1     | 10     |
| 6                    | Ukraina              | 2    | 1      | 0     | 3      |
| 7                    | Frankrike            | 1    | 2      | 2     | 5      |
| 8                    | Spanien              | 1    | 1      | 1     | 3      |
| 9                    | Finland              | 1    | 1      | 0     | 2      |
| 9                    | Rumänien             | 1    | 1      | 0     | 2      |
| 11                   | Grekland             | 1    | 0      | 2     | 3      |
| 11                   | Sverige              | 1    | 0      | 2     | 3      |
| 13                   | Israel               | 1    | 0      | 0     | 1      |
| 13                   | Tjeckien             | 1    | 0      | 0     | 1      |
| 15                   | Schweiz              | 0    | 2      | 1     | 3      |
| 16                   | Danmark              | 0    | 1      | 1     | 2      |
| 17                   | Belarus              | 0    | 1      | 0     | 1      |
| 17                   | Bulgarien            | 0    | 1      | 0     | 1      |
| 17                   | Polen                | 0    | 1      | 0     | 1      |
| 17                   | Österrike            | 0    | 1      | 0     | 1      |
| 21                   | Litauen              | 0    | 0      | 1     | 1      |
| Totalt (21 nationer) | Totalt (21 nationer) | 44   | 44     | 42    | 130    |

### Herrar
| Gren            | Guld | Guld          | Silver | Silver   | Brons | Brons    |
| 50 m frisim     | Ari-Pekka Liukkonen Finland | 21,61         | Ben Proud Storbritannien | 21,69    | Kristian Golomeev Grekland | 21,73    |
| 100 m frisim    | Kliment Kolesnikov Ryssland | 47,37 0MR0    | Alessandro Miressi Italien | 47,45    | Andrej Minakov Ryssland | 47,74    |
| 200 m frisim    | Martin Maljutin Ryssland | 1.44,79 0MR0  | Duncan Scott Storbritannien | 1.45,19  | Thomas Dean Storbritannien | 1.45,34  |
| 400 m frisim    | Martin Maljutin Ryssland | 3.44,18       | Felix Auböck Österrike | 3.44,63  | Danas Rapšys Litauen | 3.45,39  |
| 800 m frisim    | Mychajlo Romantjuk Ukraina | 7.42,61       | Gregorio Paltrinieri Italien | 7.43,62  | Gabriele Detti Italien | 7.46,10  |
| 1500 m frisim   | Mychajlo Romantjuk Ukraina | 14.39,89      | Gregorio Paltrinieri Italien | 14.42,91 | Domenico Acerenza Italien | 14.54,36 |
|                 | |               | |          | |          |
| 50 m ryggsim    | Kliment Kolesnikov Ryssland | 23,80 0VR0    | Robert Glință Rumänien | 24,42    | Hugo González Spanien | 24,47    |
| 100 m ryggsim   | Robert Glință Rumänien | 52,88         | Hugo González Spanien | 52,90    | Apostolos Christou GreklandYohann Ndoye Brouard Frankrike                                                                                    | 52,97    |
| 200 m ryggsim   | Jevgenij Rylov Ryssland | 1.54,46       | Luke Greenbank Storbritannien | 1.54,62  | Roman Mitjukov Schweiz | 1.56,33  |
|                 | |               | |          | |          |
| 50 m bröstsim   | Adam Peaty Storbritannien | 26,21         | Ilja Sjimanovitj Belarus | 26,55    | Nicolò Martinenghi Italien | 26,68    |
| 100 m bröstsim  | Adam Peaty Storbritannien | 57,66         | Arno Kamminga Nederländerna | 58,10    | James Wilby Storbritannien | 58,58    |
| 200 m bröstsim  | Anton Tjupkov Ryssland | 2.06,99       | Arno Kamminga Nederländerna | 2.07,35  | Erik Persson Sverige | 2.07,66  |
|                 | |               | |          | |          |
| 50 m fjärilsim  | Szebasztián Szabó Ungern | 23,00         | Andriy Govorov Ukraina | 23,01    | Andrej Zjilkin Ryssland | 23,08    |
| 100 m fjärilsim | Kristóf Milák Ungern | 50,18 0MR0    | Josif Miladinov Bulgarien | 50,93    | James Guy Storbritannien | 50,99    |
| 200 m fjärilsim | Kristóf Milák Ungern | 1.51,10 0MR0  | Federico Burdisso Italien | 1.54,28  | Tamás Kenderesi Ungern | 1.54,43  |
|                 | |               | |          | |          |
| 200 m medley    | Hugo González Spanien | 1.56,76       | Jérémy Desplanches Schweiz | 1.56,95  | Alberto Razzetti Italien | 1.57,25  |
| 400 m medley    | Ilja Borodin Ryssland | 4.10,02 0VRJ0 | Alberto Razzetti Italien | 4.11,17  | Max Litchfield Storbritannien | 4.11,56  |
|                 | |               | |          | |          |
| 4×100 m frisim  | Ryssland Andrej Minakov (48,18) Aleksandr Sjtjogolev (47,64) Vladislav Grinev (47,49) Kliment Kolesnikov (47,10) Andrej Zjilkin Michail Vekovisjtjev Ivan Girev Jevgenij Rylov | 3.10,41 0MR0  | Storbritannien Thomas Dean (48,32) Matthew Richards (48,13) James Guy (47,92) Duncan Scott (47,19) Jacob Whittle Joe Litchfield                                                     | 3.11,56  | Italien Alessandro Miressi (47,74) Lorenzo Zazzeri (48,30) Thomas Ceccon (47,98) Manuel Frigo (47,85) Leonardo Deplano                       | 3.11,87  |
| 4×200 m frisim  | Ryssland Martin Malutin (1.45,15) Aleksandr Sjtjogolev (1.45,39) Aleksander Krasnych (1.46,52) Michail Vekovisjtjev (1.46,42) Ivan Girev                                       | 7.03,48 0MR0  | Storbritannien Thomas Dean (1.46,47) Matthew Richards (1.46,97) James Guy (1.45,88) Duncan Scott (1.45,29) Max Litchfield Calum Jarvis                                              | 7.04,61  | Italien Stefano Ballo (1.47,30) Matteo Ciampi (1.46,17) Marco De Tullio (1.46,02) Stefano Di Cola (1.46,56) Manuel Frigo Filippo Megli       | 7.06,05  |
|                 | |               | |          | |          |
| 4×100 m medley  | Storbritannien Luke Greenbank (53,64) Adam Peaty (57,38) James Guy (50,65) Duncan Scott (46,92) Joe Litchfield James Wilby Thomas Dean                                         | 3.28,59 0MR0  | Ryssland Kliment Kolesnikov (52,13) Kirill Prigoda (59,02) Michail Vekovisjtjev (50,94) Andrej Minakov (47,41) Jevgenij Rylov Anton Tjupkov Aleksandr Kudasjev Aleksandr Sjtjogolev | 3.29,50  | Italien Thomas Ceccon (53,59) Nicolò Martinenghi (57,84) Federico Burdisso (51,29) Alessandro Miressi (47,21) Alessandro Pinzuti Piero Codia | 3.29,93  |

### Damer
| Gren            | Guld | Guld         | Silver | Silver          | Brons | Brons           |
| 50 m frisim     | Ranomi Kromowidjojo Nederländerna | 23,97        | Pernille Blume DanmarkKatarzyna Wasick Polen                                                                                                   | 24,17           | Ingen tilldelad | Ingen tilldelad |
| 100 m frisim    | Femke Heemskerk Nederländerna | 53,05        | Marie Wattel Frankrike | 53,32           | Anna Hopkin Storbritannien | 53,43           |
| 200 m frisim    | Barbora Seemanová Tjeckien | 1.56,27      | Federica Pellegrini Italien | 1.56,29         | Freya Anderson Storbritannien | 1.56,42         |
| 400 m frisim    | Simona Quadarella Italien | 4.04,66      | Anna Jegorova Ryssland | 4.06,05         | Boglárka Kapás Ungern | 4.06,90         |
| 800 m frisim    | Simona Quadarella Italien | 8.20,23      | Anastasia Kirpitjnikova Ryssland | 8.21,86         | Anna Jegorova Ryssland | 8.26,56         |
| 1500 m frisim   | Simona Quadarella Italien | 15.53,59     | Anastasia Kirpitjnikova Ryssland | 16.01,06        | Martina Caramignoli Italien | 16.05,81        |
|                 | |              | |                 | |                 |
| 50 m ryggsim    | Kira Toussaint Nederländerna | 27,36        | Kathleen Dawson Storbritannien | 27,46           | Maaike de Waard Nederländerna | 27,74           |
| 100 m ryggsim   | Kathleen Dawson Storbritannien | 58,49        | Margherita Panziera Italien | 59,01           | Maria Kameneva Ryssland | 59,22           |
| 200 m ryggsim   | Margherita Panziera Italien | 2.06,08 0MR0 | Cassie Wild Storbritannien | 2.07,74         | Katalin Burián Ungern | 2.07,87         |
|                 | |              | |                 | |                 |
| 50 m bröstsim   | Benedetta Pilato Italien | 29,35        | Ida Hulkko Finland | 30,19           | Julia Jefimova Ryssland | 30,22           |
| 100 m bröstsim  | Sophie Hansson Sverige | 1.05,69      | Arianna Castiglioni Italien | 1.06,13         | Martina Carraro Italien | 1.06,21         |
| 200 m bröstsim  | Molly Renshaw Storbritannien | 2.21,34      | Lisa Mamié Schweiz | 2.22,05         | Julia Jefimova Ryssland | 2.22,16         |
|                 | |              | |                 | |                 |
| 50 m fjärilsim  | Ranomi Kromowidjojo Nederländerna | 25,30        | Mélanie Henique Frankrike | 25,46           | Emilie Beckmann Danmark | 25,59           |
| 100 m fjärilsim | Anna Doudounaki GreklandMarie Wattel Frankrike | 57,37        | Ingen tilldelad | Ingen tilldelad | Louise Hansson Sverige | 57,56           |
| 200 m fjärilsim | Boglárka Kapás Ungern | 2.06,50      | Katinka Hosszú Ungern | 2.08,14         | Svetlana Tjimrova Ryssland | 2.08,55         |
|                 | |              | |                 | |                 |
| 200 m medley    | Anastasia Gorbenko Israel | 2.09,99      | Abbie Wood Storbritannien | 2.10,03         | Katinka Hosszú Ungern | 2.10,12         |
| 400 m medley    | Katinka Hosszú Ungern | 4.34,76      | Viktória Mihályvári-Farkas UngernAimee Willmott Storbritannien                                                                                 | 4.36,81         | Ingen tilldelad | Ingen tilldelad |
|                 | |              | |                 | |                 |
| 4×100 m frisim  | Storbritannien Lucy Hope (53,89) Anna Hopkin (53,59) Abbie Wood (53,90) Freya Anderson (52,79) Evelyn Davis Emma Russell                                            | 3.34,17      | Nederländerna Ranomi Kromowidjojo (53,56) Kira Toussaint (54,61) Marrit Steenbergen (54,13) Femke Heemskerk (51,99) Kim Busch Robin Neumann    | 3.34,29         | Frankrike Marie Wattel (53,97) Charlotte Bonnet (53,36) Anouchka Martin (54,25) Assia Touati (54,34) Lison Nowaczyk                                                 | 3.35,92         |
| 4×200 m frisim  | Storbritannien Lucy Hope (1.58,45) Tamryn van Selm (1.58,59) Holly Hibbott (1.59,71) Freya Anderson (1.56,40) Emma Russell                                          | 7.53,15      | Ungern Zsuzsanna Jakabos (1.59,34) Fanni Fábián (2.00,19) Laura Veres (1.59,23) Boglárka Kapás (1.57,50) Evelyn Verrasztó                      | 7.56,26         | Italien Stefania Pirozzi (1.59,3) Sara Gailli (1.59,94) Simona Quadarella (2.00,61) Federica Pellegrini (1.56,54) Lisa Angiolini                                    | 7.56,72         |
|                 | |              | |                 | |                 |
| 4×100 m medley  | Storbritannien Kathleen Dawson (58,08) 0AR0 Molly Renshaw (1.05,72) Laura Stephens (57,55) Anna Hopkin (52,66) Cassie Wild Sarah Vasey Harriet Jones Freya Anderson | 3.54,01 0MR0 | Ryssland Maria Kameneva (59,47) Julia Jefimova (1.05,77) Svetlana Tjimrova (56,78) Arina Surkova (54,23) Anastasia Fesikova Jevgenia Tjikunova | 3.56,25         | Italien Margherita Panziera (59,71) Arianna Castiglioni (1.05,66) Elena Di Liddo (57,27) Federica Pellegrini (53,66) Silvia Scalia Martina Carraro Silvia Di Pietro | 3.56,30         |

### Mixed
| Gren           | Guld | Guld               | Silver | Silver  | Brons | Brons   |
| 4x100 m frisim | Storbritannien Duncan Scott (48,20) Thomas Dean (48,11) Anna Hopkin (52,88) Freya Anderson (52,88) Matthew Richards Jacob Whittle Evelyn Davis Lucy Hope | 3.22,07 =0MR0      | Nederländerna Stan Pijnenburg (48,55) Jesse Puts (48,39) Ranomi Kromowidjojo (53,59) Femke Heemskerk (51,73) Luc Kroon Marrit Steenbergen Kim Busch              | 3.22,26 | Italien Alessandro Miressi (47,63) Thomas Ceccon (47,59) Federica Pellegrini (53,58) Silvia Di Pietro (53,84) Manuel Frigo Chiara Tarantino                                           | 3.22,64 |
| 4x200 m frisim | Storbritannien Thomas Dean (1.46,54) James Guy (1.45,43) Abbie Wood (1.56,67) Freya Anderson (1.58,03) Calum Jarvis Joe Litchfield Lucy Hope             | 7.26,67 0MR0       | Italien Stefano Ballo (1.46,96) Stefano Di Cola (1.46,16) Federica Pellegrini (1.55,66) Margherita Panziera (2.00,57) Stefania Pirozzi Filippo Megli Sara Gailli | 7.29,35 | Ryssland Aleksandr Sjtjegolev (1.46,66) Aleksandr Krasnych (1.47,05) Anna Jegorova (1.58,52) Anastasia Kirpitjnikova (1.59,31) Ivan Girev Jevgenij Rylov Maria Kameneva Arina Surkova | 7.31,54 |
| 4x100 m medley | Storbritannien Kathleen Dawson (58,43) Adam Peaty (57,13) James Guy (50,61) Anna Hopkin (52,65) Joe Litchfield Harriet Jones                             | 3.38,82 0AR0, 0MR0 | Nederländerna Kira Toussaint (59,59) Arno Kamminga (58,37) Nyls Korstanje (51,45) Femke Heemskerk (51,87) Ranomi Kromowidjojo                                    | 3.41,28 | Italien Margherita Panziera (59,55) Nicolò Martinenghi (58,05) Elena Di Liddo (57,54) Alessandro Miressi (47,16) Simone Sabbioni Silvia Di Pietro                                     | 3.42,30 |

## Simhopp

### Medaljtabell
| Nr                  | Nation              | Guld | Silver | Brons | Totalt |
| ------------------- | ------------------- | ---- | ------ | ----- | ------ |
| 1                   | Ryssland            | 5    | 4      | 4     | 13     |
| 2                   | Tyskland            | 4    | 1      | 3     | 8      |
| 3                   | Italien             | 2    | 3      | 2     | 7      |
| 4                   | Storbritannien      | 1    | 4      | 1     | 6      |
| 5                   | Ukraina             | 1    | 0      | 2     | 3      |
| 6                   | Schweiz             | 0    | 1      | 0     | 1      |
| 7                   | Sverige             | 0    | 0      | 1     | 1      |
| Totalt (7 nationer) | Totalt (7 nationer) | 13   | 13     | 13    | 39     |

### Herrar
| Gren              | Guld                                   | Guld   | Silver                                       | Silver | Brons                                        | Brons  |
| Individuellt 1 m  | Patrick Hausding Tyskland              | 427,75 | Jack Laugher Storbritannien                  | 402,90 | Giovanni Tocci Italien                       | 402,50 |
| Individuellt 3 m  | Jevgenij Kuznetsov Ryssland            | 525,20 | Nikita Sjlejcher Ryssland                    | 505,80 | Martin Wolfram Tyskland                      | 484,65 |
| Synchro 3 m       | Tyskland Patrick Hausding Lars Rüdiger | 426,78 | Ryssland Jevgenij Kuznetsov Nikita Sjlejcher | 415,47 | Ukraina Oleksandr Horsjkovozov Oleh Kolodiji | 409,92 |
| Individuellt 10 m | Aleksandr Bondar Ryssland              | 564,35 | Tom Daley Storbritannien                     | 533,30 | Viktor Minibajev Ryssland                    | 530,05 |
| Synchro 10 m      | Storbritannien Tom Daley Matty Lee     | 477,57 | Ryssland Aleksandr Bondar Viktor Minibajev   | 471,96 | Tyskland Timo Barthel Patrick Hausding       | 424,32 |

### Damer
| Gren              | Guld                                            | Guld   | Silver                                   | Silver | Brons                                    | Brons  |
| Individuellt 1 m  | Elena Bertocchi Italien                         | 259,90 | Michelle Heimberg Schweiz                | 255,55 | Chiara Pellacani Italien                 | 254,15 |
| Individuellt 3 m  | Tina Punzel Tyskland                            | 330,85 | Chiara Pellacani Italien                 | 321,15 | Emma Gullstrand Sverige                  | 319,60 |
| Synchro 3 m       | Tyskland Lena Hentschel Tina Punzel             | 307,29 | Italien Elena Bertocchi Chiara Pellacani | 307,20 | Ryssland Uljana Kljueva Vitalia Koroleva | 291,00 |
| Individuellt 10 m | Anna Konanychina Ryssland                       | 365,25 | Julia Timosjinina Ryssland               | 329,20 | Andrea Spendolini-Sirieix Storbritannien | 326,60 |
| Synchro 10 m      | Ryssland Jekaterina Beljajeva Julia Timosjinina | 307,44 | Storbritannien Eden Cheng Lois Toulson   | 290,58 | Ukraina Ksenija Bajlo Sofia Liskun       | 286,74 |

### Mixed
| Gren         | Guld                                                                               | Guld   | Silver                                                                                    | Silver | Brons                                                                 | Brons  |
| Synchro 3 m  | Italien Chiara Pellacani Matteo Santoro                                            | 300,69 | Tyskland Tina Punzel Lou Massenberg                                                       | 294,27 | Ryssland Vitalia Koroleva Ilja Moltjanov                              | 289,50 |
| Synchro 10 m | Ukraina Ksenija Bajlo Oleksij Sereda                                               | 325,68 | Storbritannien Andrea Spendolini-Sirieix Noah Williams                                    | 307,32 | Ryssland Jekaterina Beljajeva Viktor Minibajev                        | 302,58 |
| Lagtävling   | Ryssland Kristina Ilinych Jevgenij Kuznetsov Jekaterina Beljajeva Viktor Minibajev | 431,80 | Italien Chiara Pellacani Andreas Sargent Larsen Sarah Jodoin Di Maria Riccardo Giovannini | 428,00 | Tyskland Tina Punzel Patrick Hausding Christina Wassen Lou Massenberg | 421,00 |

## Öppet vatten-simning

### Medaljtabell
*   Värdland ( Ungern)
| Nr                  | Nation              | Guld | Silver | Brons | Totalt |
| ------------------- | ------------------- | ---- | ------ | ----- | ------ |
| 1                   | Italien             | 3    | 2      | 3     | 8      |
| 2                   | Nederländerna       | 2    | 0      | 0     | 2      |
| 3                   | Frankrike           | 1    | 3      | 1     | 5      |
| 4                   | Tyskland            | 1    | 1      | 1     | 3      |
| 5                   | Ungern*             | 0    | 1      | 1     | 2      |
| 6                   | Ryssland            | 0    | 0      | 1     | 1      |
| Totalt (6 nationer) | Totalt (6 nationer) | 7    | 7      | 7     | 21     |

### Herrar
| Gren  | Guld                         | Guld      | Silver                         | Silver    | Brons                      | Brons     |
| 5 km  | Gregorio Paltrinieri Italien | 55.43,3   | Marc-Antoine Olivier Frankrike | 55.45,1   | Dario Verani Italien       | 55.46,6   |
| 10 km | Gregorio Paltrinieri Italien | 1:51.30,6 | Marc-Antoine Olivier Frankrike | 1:51.41,7 | Florian Wellbrock Tyskland | 1:51.42,0 |
| 25 km | Axel Reymond Frankrike       | 4:35.59,8 | Matteo Furlan Italien          | 4:36.05,1 | Kirill Abrosimov Ryssland  | 4:36.06,2 |

### Damer
| Gren  | Guld                                | Guld      | Silver                        | Silver    | Brons                      | Brons     |
| 5 km  | Sharon van Rouwendaal Nederländerna | 58.45,2   | Giulia Gabbrielleschi Italien | 58.49,3   | Océane Cassignol Frankrike | 58.51,4   |
| 10 km | Sharon van Rouwendaal Nederländerna | 1:59.12,7 | Anna Olasz Ungern             | 1:59.13,0 | Rachele Bruni Italien      | 1:59.15,1 |
| 25 km | Lea Boy Tyskland                    | 4:53.57,0 | Lara Grangeon Frankrike       | 4:54.58,4 | Barbara Pozzobon Italien   | 4:54.58,7 |

### Mixed
| Gren       | Guld                                                                               | Guld    | Silver                                                     | Silver  | Brons                                                          | Brons   |
| Lagtävling | Italien Rachele Bruni Giulia Gabbrielleschi Gregorio Paltrinieri Domenico Acerenza | 54.09,0 | Tyskland Lea Boy Leonie Beck Rob Muffels Florian Wellbrock | 54.18,0 | Ungern Réka Rohács Anna Olasz Dávid Betlehem Kristóf Rasovszky | 54.18,5 |

## Konstsim

### Medaljtabell
*   Värdland ( Ungern)
| Nr                  | Nation              | Guld | Silver | Brons | Totalt |
| ------------------- | ------------------- | ---- | ------ | ----- | ------ |
| 1                   | Ryssland            | 6    | 0      | 0     | 6      |
| 2                   | Ukraina             | 4    | 4      | 0     | 8      |
| 3                   | Spanien             | 0    | 3      | 1     | 4      |
| 4                   | Grekland            | 0    | 2      | 1     | 3      |
| 5                   | Belarus             | 0    | 1      | 2     | 3      |
| 6                   | Italien             | 0    | 0      | 2     | 2      |
| 6                   | Österrike           | 0    | 0      | 2     | 2      |
| 8                   | Israel              | 0    | 0      | 1     | 1      |
| 8                   | Ungern*             | 0    | 0      | 1     | 1      |
| Totalt (9 nationer) | Totalt (9 nationer) | 10   | 10     | 10    | 30     |

### Resultat
| Gren                | Guld | Guld    | Silver | Silver  | Brons | Brons   |
| Individuellt fri    | Varvara Subbotina Ryssland | 96,4333 | Marta Fjedina Ukraina | 93,7000 | Evangelia Platanioti Grekland | 90,8000 |
| Individuellt teknik | Marta Fjedina Ukraina | 91,8445 | Evangelia Platanioti Grekland | 89,2897 | Vasilina Chandosjka Belarus | 87,7173 |
| Par fri             | Ryssland Svetlana Kolesnitjenko Svetlana Romasjina | 97,9000 | Ukraina Marta Fjedina Anastasia Savtjuk | 94,3333 | Österrike Anna-Maria Alexandri Eirini-Marina Alexandri | 90,8667 |
| Par teknik          | Ryssland Svetlana Kolesnitjenko Svetlana Romasjina | 95,6705 | Ukraina Marta Fjedina Anastasia Savtjuk | 92,6862 | Österrike Anna-Maria Alexandri Eirini-Marina Alexandri | 89,4592 |
| Lag fri             | Ukraina Marina Aleksijiva Vladislava Aleksijiva Marta Fjedina Katerina Reznik Anastasia Savtjuk Alina Sjinkarenko Ksenia Sidorenko Jelizaveta Jachno                                        | 95,0667 | Spanien Abril Conesa Berta Ferreras Meritxell Mas Alisa Ozhogina Paula Ramírez Sara Saldaña Iris Tió Blanca Toledano                                                                             | 91,2333 | Israel Eden Blecher Shelly Bobritsky Maya Dorf Noy Gazala Catherine Kunin Nikol Nahshonov Ariel Nassee Polina Prikazchikova                                                              | 86,8000 |
| Lag teknik          | Ryssland Vlada Tjigireva Marina Goljadkina Veronika Kalinina Svetlana Kolesnitjenko Polina Komar Svetlana Romasjina Alla Sjisjkina Maria Sjurotjkina                                        | 95,6705 | Ukraina Marina Aleksijiva Vladislava Aleksijiva Marta Fjedina Katerina Reznik Anastasia Savtjuk Alina Sjinkarenko Ksenia Sidorenko Jelizaveta Jachno                                             | 92,3920 | Spanien Ona Carbonell Berta Ferreras Meritxell Mas Alisa Ozhogina Paula Ramírez Sara Saldaña Iris Tió Blanca Toledano                                                                    | 89,7700 |
| Lag fri kombination | Ukraina Marina Aleksijiva Vladislava Aleksijiva Olesja Derevjantjenko Marta Fjedina Veronika Hrisjko Katerina Reznik Anastasia Savtjuk Alina Sjinkarenko Ksenia Sidorenko Jelizaveta Jachno | 94,7000 | Grekland Maria Alzigkouzi Kominea Eleni Deligianni Eleni Fragkaki Krystalenia Gialama Pinelopi Karamesiou Zoi Karangelou Danai Kariori Andriana Misikevych Georgia Vasilopoulou Violeta Zouzouni | 89,1000 | Belarus Vera Butsel Marharyta Kiryliuk Hanna Koutsun Yana Kudzina Kseniya Kuliashova Anastasiya Navasiolava Valeryia Puz Anastasiya Suvalava Kseniya Tratseuskaya Aliaksandra Vysotskaya | 86,0667 |
| Highlight           | Ukraina Marina Aleksijiva Vladislava Aleksijiva Marta Fjedina Veronika Hrisjko Anna Nosova Katerina Reznik Anastasia Savtjuk Alina Sjinkarenko Ksenia Sidorenko Jelizaveta Jachno           | 95,3000 | Belarus Vera Butsel Marharyta Kiryliuk Hanna Koutsun Yana Kudzina Kseniya Kuliashova Anastasiya Navasiolava Valeryia Puz Anastasiya Suvalava Kseniya Tratseuskaya Aliaksandra Vysotskaya         | 86,5667 | Ungern Niké Barta Katalin Csilling Linda Farkas Boglárka Gács Lilien Götz Hanna Hatala Szabina Hungler Adelin Regényi Luca Rényi Anna Viktória Szabó                                     | 79,1000 |
| Mix par fri         | Ryssland Olesja Platonova Aleksandr Maltsev | 93,9333 | Spanien Emma García Pau Ribes | 86,5333 | Italien Isotta Sportelli Nicolò Ogliari | 81,8667 |
| Mix par teknik      | Ryssland Maja Gurbanberdieva Aleksandr Maltsev | 91,7963 | Spanien Emma García Pau Ribes | 84,8697 | Italien Isotta Sportelli Nicolò Ogliari | 77,4281 |